# Nylanderia
Nylanderia é um gênero de insetos, pertencente a família Formicidae.

## Espécies
- Nylanderia amblyops (Forel, 1892)
- Nylanderia amia (Forel, 1913)
- Nylanderia anthracina (Roger, 1863)
- Nylanderia arenivaga (Wheeler, 1905)
- Nylanderia aseta (Forel, 1902)
- Nylanderia assimilis (Jerdon, 1851)
- Nylanderia austroccidua (Trager, 1984)
- Nylanderia birmana (Forel, 1902)
- Nylanderia birmana hodgsoni (Forel, 1902)
- Nylanderia boltoni LaPolla, Hawkes & Fisher, 2011
- Nylanderia bourbonica (Forel, 1886)
- Nylanderia brasiliensis (Mayr, 1862)
- Nylanderia braueri (Mayr, 1868)
- Nylanderia bruesii (Wheeler, 1903)
- Nylanderia burgesi (Trager, 1984)
- Nylanderia caeciliae (Forel, 1899)
- Nylanderia clandestina (Mayr, 1870)
- Nylanderia colchica (Pisarski, 1960)
- Nylanderia comorensis (Forel, 1907)
- Nylanderia concinna (Trager, 1984)
- Nylanderia darlingtoni Wheeler, 1936
- Nylanderia dichroa Wheeler, 1934
- Nylanderia dispar (Forel, 1909)
- Nylanderia docilis (Forel, 1908)
- Nylanderia dodo (Donisthorpe, 1946)
- Nylanderia dugasi (Forel, 1911)
- Nylanderia faisonensis (Forel, 1922)
- Nylanderia flavipes (Smith, 1874)
- Nylanderia formosae (Forel, 1912)
- Nylanderia fulva (Mayr, 1862)
- Nylanderia glabrior (Forel, 1902)
- Nylanderia goeldii (Forel, 1912)
- Nylanderia gracilis (Forel, 1892)
- Nylanderia guanyin (Terayama, 2009)
- Nylanderia guatemalensis (Forel, 1885)
- Nylanderia gulinensis (Zhang & Zheng, 2002)
- Nylanderia helleri (Viehmeyer, 1914)
- Nylanderia hubrechti (Emery, 1922)
- Nylanderia humbloti (Forel, 1891)
- Nylanderia hystrix (Trager, 1984)
- Nylanderia impolita LaPolla, Hawkes & Fisher, 2011
- Nylanderia incallida (Santschi, 1915)
- Nylanderia indica (Forel, 1894)
- Nylanderia integera (Zhou, 2001)
- Nylanderia jaegerskioeldi (Mayr, 1904)
- Nylanderia johannae (Forel, 1912)
- Nylanderia kraepelini (Forel, 1905)
- Nylanderia laevigata (MacKay, 1998)
- Nylanderia lepida (Santschi, 1915)
- Nylanderia lietzi (Forel, 1908)
- Nylanderia luteafra LaPolla, Hawkes & Fisher, 2011
- Nylanderia madagascarensis (Forel, 1886)
- Nylanderia magnella Kallal & LaPolla, 2012
- Nylanderia manni (Donisthorpe, 1941)
- Nylanderia mendica (Menozzi, 1942)
- Nylanderia mexicana (Forel, 1899)
- Nylanderia microps (Smith, 1937)
- Nylanderia mixta (Forel, 1897)
- Nylanderia myops (Mann, 1920)
- Nylanderia natalensis (Forel, 1915)
- Nylanderia nodifera (Mayr, 1870)
- Nylanderia nubatama (Terayama, 1999)
- Nylanderia nuggeti (Donisthorpe, 1941)
- Nylanderia obscura (Mayr, 1862)
- Nylanderia ogasawarensis (Terayama, 1999)
- Nylanderia opisopthalmia (Zhou & Zheng, 1998)
- Nylanderia otome (Terayama, 1999)
- Nylanderia parvula (Mayr, 1870)
- Nylanderia pearsei Wheeler, 1938
- Nylanderia perminuta (Buckley, 1866)
- Nylanderia phantasma (Trager, 1984)
- Nylanderia picta (Wheeler, 1927)
- Nylanderia pieli (Santschi, 1928)
- Nylanderia pubens (Forel, 1893)
- †Nylanderia pygmaea (Mayr, 1868)
- Nylanderia querna Kallal & LaPolla, 2012
- Nylanderia rosae (Forel, 1902)
- Nylanderia ryukyuensis (Terayama, 1999)
- Nylanderia sakurae (Ito, 1914)
- Nylanderia scintilla LaPolla, Hawkes & Fisher, 2011
- Nylanderia sharpii (Forel, 1899)
- Nylanderia sikorae (Forel, 1892)
- Nylanderia silvestrii (Emery, 1906)
- Nylanderia silvula LaPolla, Hawkes & Fisher, 2011
- Nylanderia simpliciuscula (Emery, 1896)
- Nylanderia sindbadi (Pisarski, 1960)
- Nylanderia smythiesii (Forel, 1894)
- Nylanderia staudingeri (Forel, 1912)
- Nylanderia steeli (Forel, 1910)
- Nylanderia steinheili (Forel, 1893)
- Nylanderia stigmatica (Mann, 1919)
- Nylanderia tasmaniensis (Forel, 1913)
- Nylanderia taylori (Forel, 1894)
- Nylanderia teranishii (Santschi, 1937)
- Nylanderia terricola (Buckley, 1866)
- Nylanderia tjibodana (Karavaiev, 1929)
- Nylanderia tococae (Wheeler & Bequaert, 1929)
- Nylanderia trageri Kallal & LaPolla, 2012
- Nylanderia umbella LaPolla, Hawkes & Fisher, 2011
- Nylanderia usambarica LaPolla, Hawkes & Fisher, 2011
- Nylanderia vaga (Forel, 1901)
- Nylanderia vagabunda (Motschoulsky, 1863)
- †Nylanderia vetula LaPolla & Dlussky, 2010
- Nylanderia vitiensis (Mann, 1921)
- Nylanderia vividula (Nylander, 1846)
- Nylanderia waelbroecki (Emery, 1899)
- Nylanderia wojciki (Trager, 1984)
- Nylanderia yaeyamensis (Terayama, 1999)
- Nylanderia yambaru (Terayama, 1999)
- Nylanderia yerburyi (Forel, 1894)